# 元贵平
元贵平（5世紀？—534年11月10日），河南郡洛阳县（今河南省洛阳市东）人，追尊魏景穆帝拓跋晃之孙，征北大将军、太傅、领大司马、安定靖王拓跋休之子，北魏宗室、官员。

## 生平
元贵平从羽林监转任射声校尉。魏孝庄帝元子攸初年，元贵平担任散骑常侍、宗正少卿，建义元年四月甲辰（528年5月21日），谏议大夫元贵平被封为东莱王，食邑一百户，又任平北将军、南相州刺史。当时羊侃在兖州反叛，朝廷敕令大行台于辉、大都督东莱王元贵平和都督王老生等人前往讨伐，平定了羊侃的叛乱。魏孝庄帝杀死尔朱荣，元贵平加武卫将军，兼任侍中，为河北、山东慰劳大使。元贵平行进到定州东北，幽州大都督侯渊假装投降，元贵平相信了他，侯渊将元贵平拘捕起来跟随自己，送到晋阳，元贵平后来回到洛阳。
魏节闵帝元恭时期，元贵平以本官代理青州刺史。普泰元年（531年）二月，镇远将军崔祖螭和张僧皓率领青州七郡的部众反叛北魏，包围青州的东阳城，贼寇十分强盛，围困逼迫东阳城一百多天。元贵平想要崔光伯出城慰劳，崔光伯的孪生哥哥崔光韶说：“城民骄纵，由来已久，人人忿恨，怨气很盛。古人说：‘众怒如同水火’，由此看来，今天是不可以用劝慰制止叛乱的。”元贵平强迫崔光伯出城，崔光韶说：“刺史受委任管辖一方，总管万里，但是治理的大事不与国士商议，与你共腹心的都是奉迎小人。既不能绥抚遏制以杜绝事变在萌芽中，又不能安坐观察，等待敌人气焰衰搓。逼迫我弟弟做没有意义的事，如果他单骑独往，可能被拘留，如果以兵众临敌，势必引起相互敌对，可以预料无济于事。”元贵平逼迫不已，崔光伯不得已出城，被流箭射死。元贵平率领城中百姓固守，又命令将士打开城门交战。救援大军赶到，于是擒获了崔祖螭等人，将他斩首。元贵平返回京城，担任车骑将军，加散骑常侍，升任左卫将军、宗师，又在太昌元年七月丙辰（532年9月9日）升任车骑大将军、左光禄大夫、仪同三司。
元贵平为人阴险刻薄，为魏孝武帝元修所信任，外任青州刺史，又加骠骑大将军、开府仪同三司。魏孝武帝与丞相高欢有矛盾后，元贵平与齐州刺史侯渊、兗州刺史樊子鹄暗中秘密通信往来，互相串联勾结，观察时世的变化。魏孝武帝西入关中后，东魏朝廷任命侯渊代理青州刺史，元贵平自以为是斛斯椿的党羽，也不卸任交接。侯渊进兵袭击高阳郡，攻克之后将部曲和家小安置在城中。元贵平派遣自己的世子率兵攻打高阳城，侯渊亲自率领骑兵趁夜赶到青州，见到城中百姓送粮的队伍首尾相接，侯渊欺骗送粮的人说：“行台军队已至，杀戮殆尽，我是东莱王世子的下人，如今已经逃跑回城，你们还去干什么？”大家都相信了侯渊的话，就丢下粮食跑了。天明后，侯渊又对路上行人说：“行台军队昨晚已经到了高阳，我是前锋，今天刚到这里，不知侯渊大人在哪里？”城中百姓惊恐万分，就抓住元贵平出城投降。侯渊知道自己反复两端，心中很不安，于永熙三年冬十月戊辰（534年11月10日）将元贵平斩首，把他的首级送到京城。

## 其他
魏孝武帝元修前往元贵平私人住宅时见到了元贵平的女婿陆腾，与他谈话，感到很高兴，对元贵平说：“阿翁真是得到了好女婿。”

## 家庭

### 兄弟
- 元安
- 元燮，北魏征虏将军、豳州刺史、安定恭王
- 元愿平，北魏员外常侍
- 元永平，北魏征虏将军、南州刺史
- 元珍平，北魏司州治中

### 子女
- 安平公主，嫁陆腾[18]